# アエロフロート・カーゴ
アエロフロート・カーゴ（ロシア語: Аэрофлот‐Карго, 英語: Aeroflot‐Cargo）とは、かつて存在したアエロフロート・ロシア航空傘下の貨物航空会社。貨物機を保有していたが、2009年4月5日の運航停止後にアエロフロートの貨物部門として吸収された。

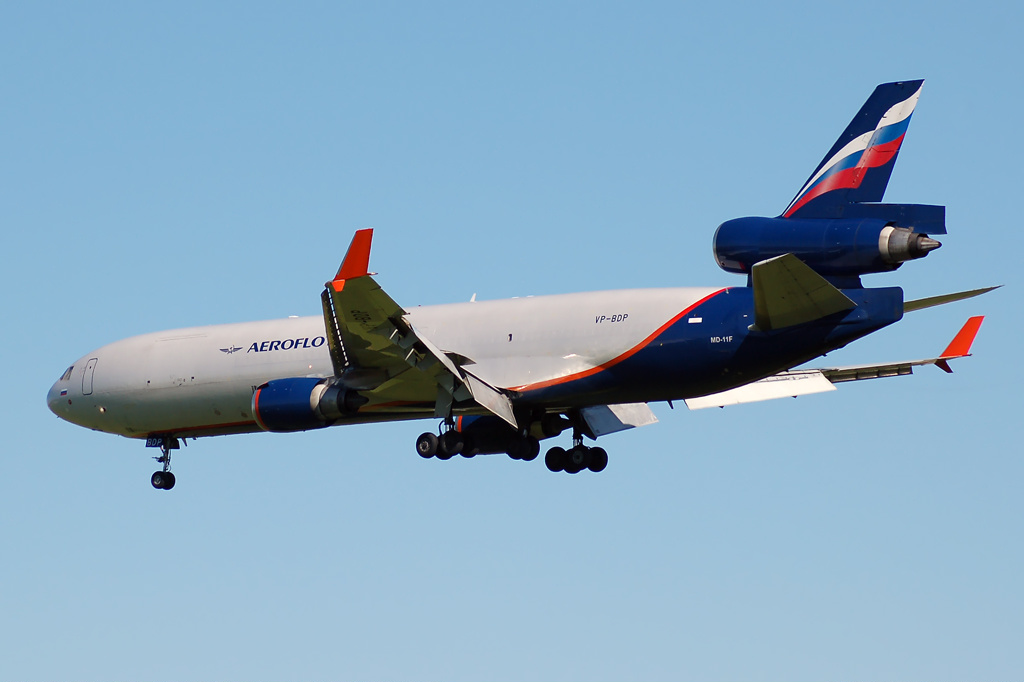
MD-11F

## 概要

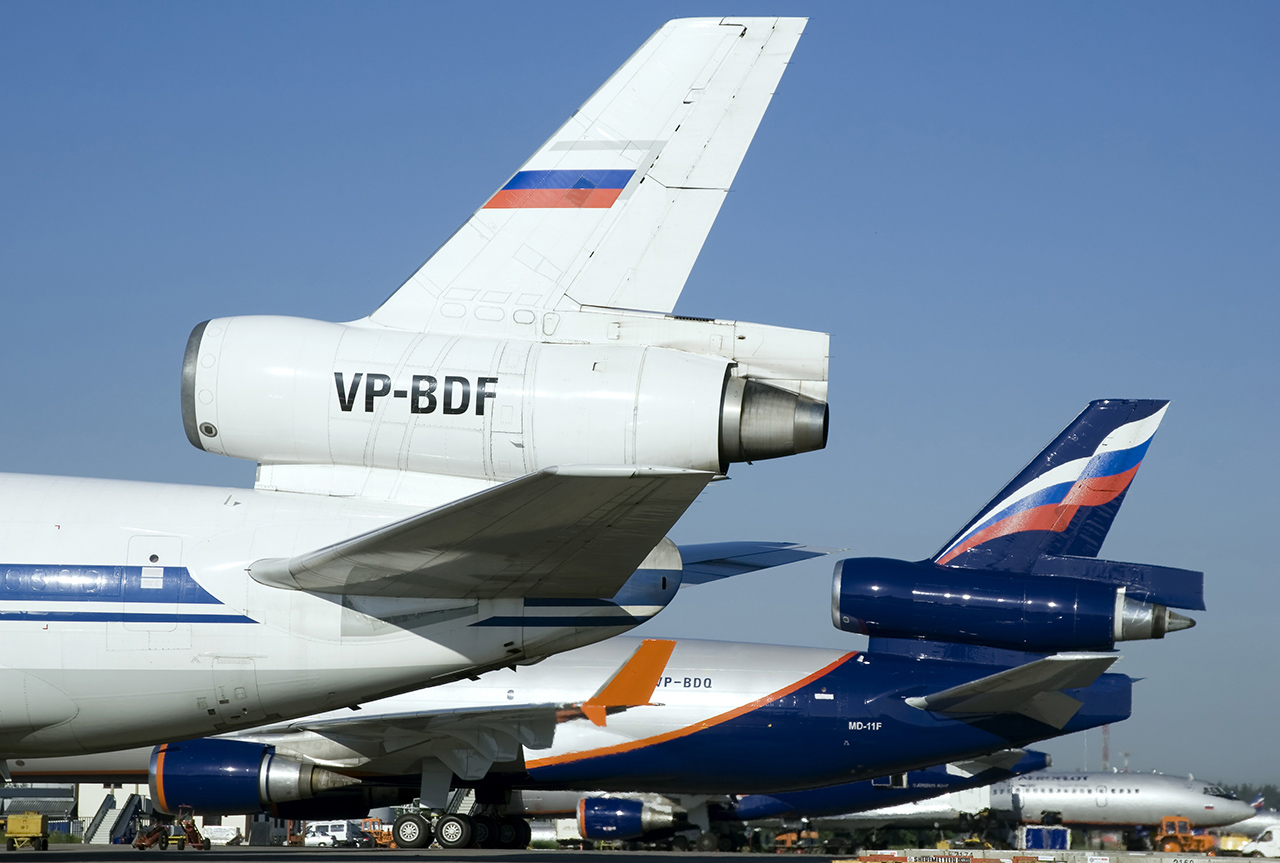
現行塗装のMD-11と旧塗装のDC-10

アエロフロート・ロシア航空の貨物部門を担う100％子会社として2005年に設立され、2006年4月19日から同社便として運航を開始した。ロシア国内では、ヴォルガ・ドニエプル航空に次ぐ第2位の貨物航空会社であり、シェレメーチエヴォ国際空港を拠点に、12都市に就航していた。2009年4月5日に貨物機の運航を停止した。
2011年5月11日、アエロフロート本社が加盟しているスカイチームの貨物部門である、スカイチーム・カーゴに加盟した。

## 機材

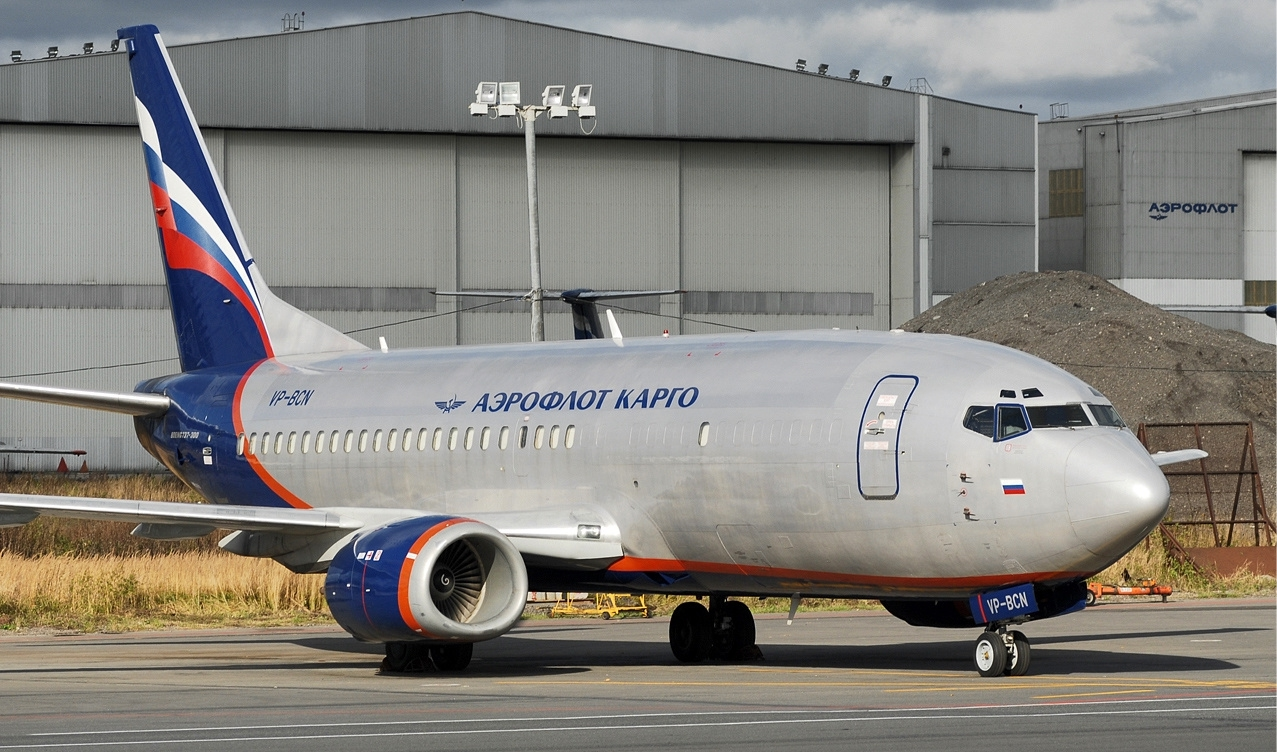
ボーイング737-300F

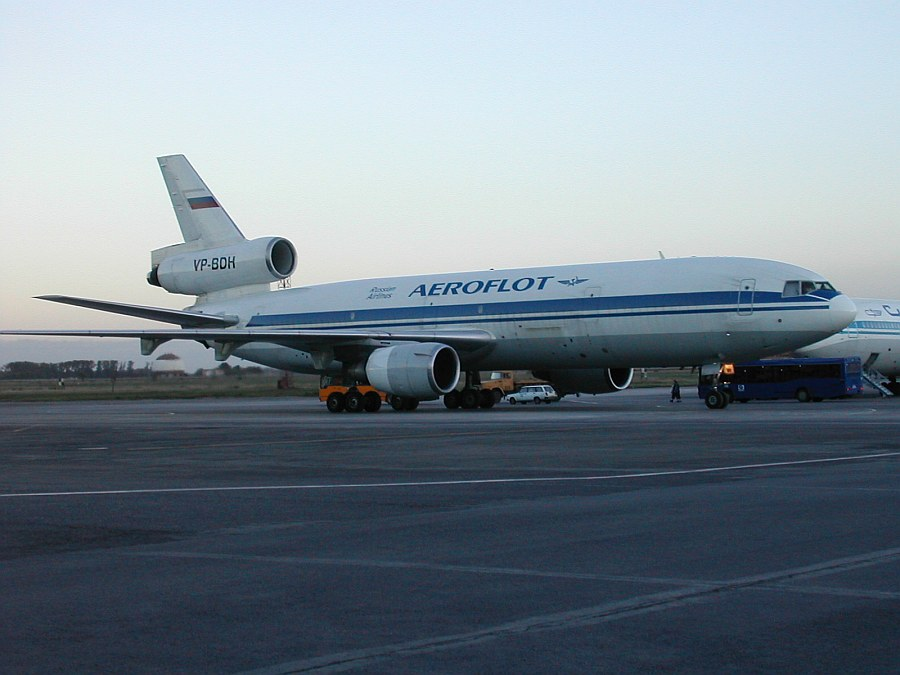
DC-10F（VP-BDH）

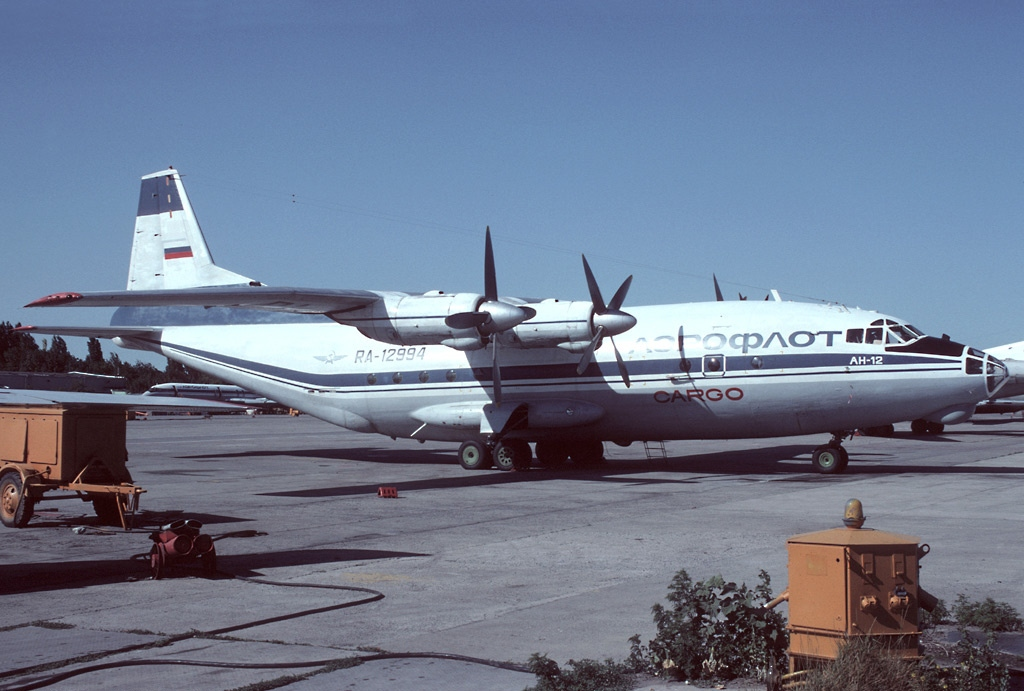
アントノフ An-12

アエロフロート・カーゴに所属する貨物機はアメリカ製が多かったが、ロシア製最新鋭のイリューシンIl-96も運航していた。なお、DC-10-40Fは全てかつて日本航空で運航されていた旅客機を貨物機に改造した中古機であった。